# Конституція Королівства Нідерланди
Конституція Королівства Нідерланди (нід. Grondwet voor het Koninkrijk der Nederlanden)
є основним законом європейської території Нідерландів; правовий статус Аруби та Нідерландських Антильських островів регулюється особливою Хартією.
Розроблена конституційною комісією, схвалена колегією вибірників з провідних представників суспільства, прийнята генеральними штатами (парламентом), оприлюднена королем Вільгельмом I 24 серпня 1815 року. Замінила конституції 1798, 1806 і 1814 років. Причиною ухвалення послужило здобуття незалежності від Франції після повалення Наполеона I й створення Об'єднаного Королівства Нідерланди, що спочатку також включало території сучасних Бельгії й Люксембургу.
Текст Конституції не має преамбули з викладом якоїсь правової доктрини, проте включає перелік прав людини. Нідерланди, на відміну від більшості сучасних держав Європи, позбавлені можливості оспорювати конституційність законів і скасовувати неконституційні акти по суду; відсутній конституційний суд, а Верховний суд Нідерландів таких повноважень не має.
Конституція складається з 8 розділів, що містять у цілому 142 статті, і додаткові статті. Відрізняється ретельним опрацьовуванням норм. Зокрема, в документі детально висвітлено питання оподаткування короля. Передбачається, що з утримання, яке одержують члени королівської сім'ї, а також з інших коштів, необхідних їм для виконання обов'язків, податки не стягуються. Король і спадкоємець престолу також звільняються від податків на спадок, дарування і передачу власності. Стосовно оподаткування інших громадян країни вказується, що воно регулюється законами. У тексті також є згадка про комерційну рекламу. Спеціально обумовлюється, що на неї не розповсюджуються положення статті про свободу самовираження.
Функції конституційного контролю здійснюють державна рада і Верховний суд. Поправки приймаються 2/3 голосів парламенту у двох читаннях, між якими відбуваються розпуск і вибори другої (нижньої) палати. За час існування неодноразово змінювалася, останній раз — у 2005 році. Масштабний перегляд було здійснено в 1983 році, коли багато статей було скасовано або переформульовано, введена нова нумерація.

## Повний текст
- Голландською на Wikisource [Архівовано 21 квітня 2020 у Wayback Machine.]
- Версії 1989 і 1972 англійською